# Evans Rusike
Evans Rusike (Chitungwiza, 13 giugno 1990) è un calciatore zimbabwese, attaccante dell'Yadah e della nazionale zimbabwese.

## Carriera

### Club
Ha giocato nei campionati zimbabwese e sudafricano.

### Nazionale
Ha fatto il suo debutto per la nazionale maggiore nel 2015.